# Křížová cesta (Dolní Lánov)
Křížová cesta v Dolním Lánově na Trutnovsku se nachází v jižní části obce na hřbitově. Spolu s kostelem je chráněna jako nemovitá Kulturní památka České republiky.

## Historie
Křížová cesta má čtrnáct zastavení umístěných v ohradní zdi hřbitova u kostela Svatého Jakuba Většího. Jedná se o kamenné výklenkové kapličky, výklenek pro pašijový výjev od stříšky odděluje římsa. Kapličky jsou bez obrázků. Křížová cesta byla založena roku 1741 a financována z výtěžku obecní sbírky.

### Kostel svatého Jakuba
Původní stavba byla postavena v letech 1511–1518 jako utrakvistická kaple se samostatně stojící zvonicí, která sloužila jako malá pohřební svatyně. V letech 1599 a 1603 byla kaple rozšířena podle plánů stavitele Carla Valmadiho na trojlodní luteránský kostel s polygonálním presbytářem. Zvonice na jižní straně byla přestavěna na věž a zvýšena na dvě patra, v severní části kostela vznikla sakristie a hraběcí oratoř, valenou klenbu zdobily lunety. Valmadi i zde uplatnil obíhající lunetovou římsu kolem celé stavby.
Z původní stavby se dochovaly pozdně gotické kamenné reliéfy, zazděné v plášti věže.